# Aporosa caloneura
Aporosa caloneura är en emblikaväxtart som beskrevs av Herbert Kenneth Airy Shaw.
Aporosa caloneura ingår i släktet Aporosa och familjen emblikaväxter. Inga underarter finns listade i Catalogue of Life.